# Takeda Pharmaceutical Company
Takeda Pharmaceutical Company (яп. 武田薬品工業株式会社) — японська багатонаціональна фармацевтична компанія, частково американським та британським походженням. Є найбільшою фармацевтичною компанією в Азії та однією з 20 найбільших фармацевтичних компаній світу за виручкою. У компанії працює понад 49 578 співробітників по всьому світу, а фінансовий дохід у 2018  році склав 19,299 мільярдів доларів США. Компанія спеціалізується на метаболічних розладах, гастроентерології, неврології, запаленнях, а також онкології через свою незалежну дочірню компанію Takeda Oncology. Штаб-квартира  компанії розташована в Тюо-ку, Осака, а офіс є в Ніхонбасі, Тюо, Токіо. У січні 2012 року журнал Fortune відніс Oncology Company Takeda до списку 100 найкращих компаній для роботи в Сполучених Штатах. З 2015 року Крістоф Вебер був призначений генеральним директором і президентом Takeda.

## Історія

### Заснування та перші придбання (1781-2010)

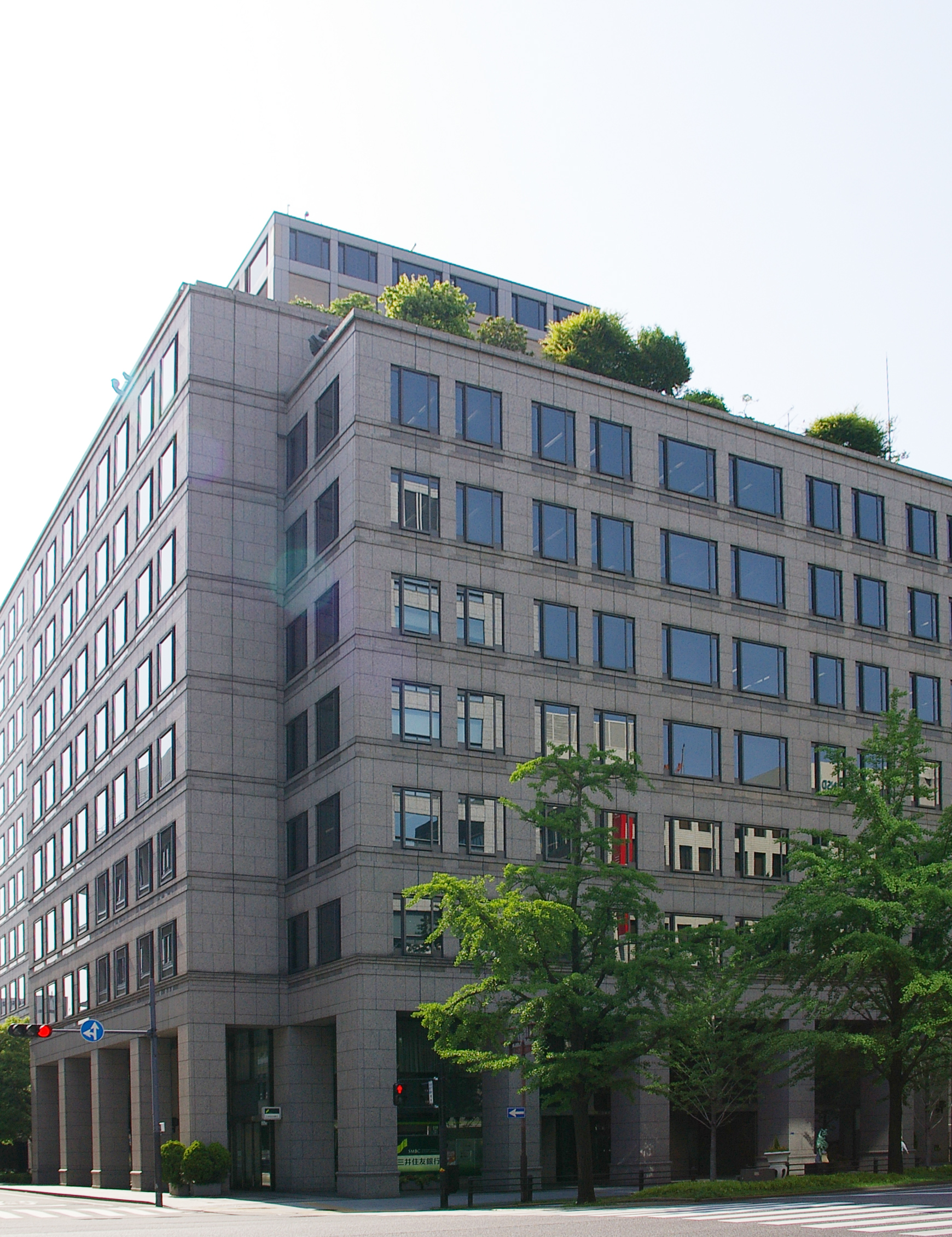
Takeda Midosuji Building, штаб-квартира Takeda Pharmaceutical Company, Chuo-ku, Osaka, Japan

Takeda Pharmaceuticals була заснована в 1781 році та зареєстрована 29 січня 1925 року.
Одним із основних препаратів фірми є Actos ( піоглітазон ), сполука з класу тіазолідиндіонів, що використовується для лікування діабету 2 типу. Він був запущений у виробництво у 1999 році.
У лютому 2005 року Takeda придбала компанію Syrrx, розташовану в Сан-Дієго, штат Каліфорнія, що спеціалізується на високопродуктивній рентгенівській кристалографії, за 270 мільйонів доларів США.
У лютому 2008 року Takeda придбала японські підрозділи Amgen і права на дюжину кандидатів каліфорнійської біотехнологічної компанії на японський ринок. У квітні Takeda придбала Millennium Pharmaceuticals з Кембриджа, штат Массачусетс, компанію, що спеціалізується на дослідженні ліків проти раку, за 8,8 мільярда доларів США. Придбання принесло Velcade, препарат, призначений для лікування гематологічних злоякісних пухлин, а також портфоліо кандидатів на розвиток онкології, запалення та серцево-судинної терапії. Зараз Millennium працює як незалежна дочірня компанія. У травні компанія отримала невиключну ліцензію на технологічну платформу RNAi, розроблену Alnylam Pharmaceuticals, створивши потенційно довгострокове партнерство між компаніями.
У вересні 2011 року Takeda придбала Nycomed за 9,6 млрд євро.
У травні 2012 року Takeda придбала бразильську фармацевтичну компанію Multilab за 540 мільйонів реалів. У червні Takeda оголосила про придбання URL Pharma, якою тоді керував син засновника Річард Робертс, за 800 мільйонів доларів США.
У вересні 2014 року Takeda оголосила про об'єднання з BioMotiv для визначення та розробки нових сполук протягом п’ятирічного періоду вартістю приблизно 25 мільйонів доларів США. 30 вересня 2014 року Takeda оголосила про розширення співпраці з MacroGenics на суму до 1,6 мільярда доларів США. Співпраця була зосереджена на спільній розробці доклінічної аутоімунної сполуки MGD010. MGD010 — це терапія, спрямована на поверхневі білки B-клітин CD32B і CD79B і показана для лікування вовчака та ревматоїдного артриту.
У 2015 році Takeda продала AstraZeneca свій бізнес із респіраторних препаратів за 575 мільйонів доларів (приблизно 383 мільйони фунтів стерлінгів), який включав рофлуміласт і циклесонід. У листопаді Управління з контролю за якістю харчових продуктів і медикаментів США схвалило розроблений Takeda іксазоміб для використання в комбінації з леналідомідом і дексаметазоном для лікування множинної мієломи після принаймні однієї попередньої терапії.
У грудні 2016 року компанія виділила свій дослідницький відділ нейронауки в Cerevance, спільне підприємство з Lightstone Ventures.
У лютому 2017 року Takeda придбала Ariad Pharmaceuticals за 5,2 мільярда доларів, розширивши підрозділи онкології та гематології компанії.
У січні 2018 року компанія придбала розробника терапії стовбуровими клітинами TiGenix за 520 мільйонів євро (632 мільйони доларів).
У січні 2019 року Takeda придбала Shire за понад 50 мільярдів доларів. У жовтні Takeda оголосила, що продала портфель безрецептурних ліків і ліків, що відпускаються за рецептом, на Близькому Сході та в Африці швейцарській фармацевтичній компанії Acino International за понад 200 мільйонів доларів.
У січні 2020 року Takeda оголосила про дослідницьке партнерство з Массачусетським технологічним інститутом (MIT) для просування відкриттів у галузі штучного інтелекту та охорони здоров’я. Програма MIT-Takeda розміщена в клініці MIT Jameel Clinic і очолюється професором Джеймсом Дж. Коллінзом, а керівний комітет очолює професор Ананта П. Чандракасан, декан Інженерної школи Массачусетського технологічного інституту, і Енн Хізерінгтон, старший віце-президент. та керівник Інституту наук про дані (DSI) у Takeda. У березні 2020 року Takeda оголосила, що уклала ексклюзивну угоду про продаж Hypera SA портфеля непрофільних продуктів у Латинській Америці на загальну суму 825 мільйонів доларів.
У березні 2021 року компанія оголосила про придбання Maverick Therapeutics, Inc. і двох її основних програм TAK-186 (MVC-101) для випробувань лікування пухлин, що експресують EGFR, і TAK-280 (MVC-280) для використання в лікування пацієнтів з пухлинами, що експресують B7H3. У жовтні вони придбали GammaDelta Therapeutics і її програму гамма-дельта (γδ) Т-клітинної імунотерапії.
У січні 2022 року Takeda оголосила, що використає свій вибір на придбання Adaptate Biotherapeutics та її технології γδ T-клітин на основі антитіл, об’єднавши Adaptate та її колишню материнську компанію GammaDelta Therapeutics в одну організацію.

### TAP Pharmaceuticals (1977-2008)
У 1977 році Takeda вперше вийшла на фармацевтичний ринок США, створивши спільне підприємство з Abbott Laboratories під назвою TAP Pharmaceuticals. Через TAP Pharmaceuticals Takeda та Abbott випустили на ринок головні препарати Lupron (лейпрорелін) у 1985 році, потім Prevacid (лансопразол) у 1995 році.
У 2001 році незаконний маркетинг Lupron компанією TAP призвів до висунення як цивільних, так і кримінальних звинувачень Міністерством юстиції США та генеральним прокурором штату Іллінойс за шахрайство з медичною допомогою на федеральному рівні та штаті. Компанія TAP була оштрафована на 875 мільйонів доларів, що на той час було визнано найбільшою фармацевтичною угодою в історії.
У березні 2008 року Takeda та Abbott Laboratories оголосили про плани завершити 30-річне спільне підприємство TAP Pharmaceuticals. Результатом розділення стало те, що компанія Abbott придбала в США права на Lupron і допоміжний персонал препарату. Takeda отримала права на Prevacid і TAP-кандидатів у трубопровід. Цей крок також збільшив штат Takeda на 3000 співробітників.
У травні 2019 року Takeda продала Novartis свій бізнес із застосування препаратів Xiidra за 5,3 мільярда доларів США.
У листопаді 2019 року Takeda уклала угоду про продаж своїх безрецептурних і рецептурних ліків у Росії, Грузії, Вірменії, Азербайджані, Білорусі, Казахстані та Узбекистані компанії Stada Arzneimittel за 660 мільйонів доларів.
У червні 2020 року Takeda оголосила, що продає 18 безрецептурних і рецептурних препаратів, що продаються в Азіатсько-Тихоокеанському регіоні, південнокорейській Celltrion у рамках угоди вартістю 278 мільйонів доларів.

## Прибутки
Географічний розподіл прибутку у 2020—21 фінансовому році:
- США - 1596 млрд ієн
- Японія - 593 млрд ієн
- Європа та Канада - 646 млрд ієн
- Азія (за винятком Японії) - 165 млрд ієн
- Латинська Америка - 144 млрд ієн
- СНД - 77 млрд ієн

## Судові позови
У квітні 2015 року Takeda погодилася виплатити компенсацію в розмірі 2,37 мільярда доларів приблизно 9000 людям, які подали претензії, стверджуючи, що піоглітазон викликав у них рак сечового міхура. Кожен позивач отримає в середньому 267 000 доларів. Однак точна сума для кожного позивача буде оцінена на основі сукупної дози, ступеня травм та історії куріння. У 2014 році позивач отримав 9 мільярдів доларів США штрафу після того, як федеральний суд визнав, що Takeda приховала ризик раку від свого ліки від діабету , але згодом суму було зменшено до 26 мільйонів доларів суддею, який визнав звинувачення надмірним.

## Препарати
Основні препарати компанії станом на 2021 рік:
- Ентівіо (Ведолізумаб, Entyvio) - хвороба Крона, виразковий коліт, 429 млрд ієн
- Антитіла (імуноглобуліни) - 335 млрд ієн
- Elvanse/Vyvanse (ліздексамфетамін) - психостимулятор, 272 млрд ієн
- Advate (фактор згортання крові VIII) - гемофілія, 129 млрд ієн
- Velcade (бортезоміб) - онкологія, 101 млрд ієн
- Leuplin/Enantone (лейпрорелін) - онкологія, 95 млрд ієн
- Ninlaro (іксазоміб) - онкологія, 87 млрд ієн

## Благодійність в Україні
Компанія надавала благодійну допомогу під час пандемії COVID-19. Біофармацевтична компанія Takeda надала допомогу благодійному фонду «Твоя опора» в розмірі 1,2 млн грн для закупівлі медичної апаратури та витратних матеріалів з метою підтримки пацієнтів під час пандемії COVID-19 в одній з міських лікарень міста Києва[джерело?].
Згідно з даними Управління ООН з координації гуманітарних справ та ПРООН станом на 12 жовтня 2024 року, компанія Takeda виділила для підтримки України 24,1 млн дол. США. Станом на вересень 2022 року Takeda виділила 300 мільйонів японських єн (приблизно 2,6 млн дол. США) Міжнародній Федерації Товариств Червоного Хреста та Червоного Півмісяця для підтримки переселенців і постраждалих від агресії Росії. Також виділено 400 тис. грн Червоному Хресту в Україні..